# Simon Pelloutier
Pour les articles homonymes, voir Pelloutier.
Simon Pelloutier (27 octobre 1694 à Leipzig - 2 octobre 1757 à Berlin) est un historien et antiquaire français.

## Biographie
Simon Pelloutier naît le 27 octobre 1694 à Leipzig. Son père est Jean Pelloutier, un négociant à Lyon ; sa mère, Françoise Claparède, provient du Languedoc en France. Simon étudie les humanités dans un gymnasium à Halle en Saxe-Anhalt. En 1712, reconnu pour sa grande érudition, il est gouverneur des fils du duc de Wurtemberg à Montbéliard en France. Il les accompagne ensuite à Genève en 1712-1713, où il étudie la théologie avec Alphonse Turretin et Bénédict Pictet. En 1713, il est à Berlin où il étudie avec Jacques Lenfant.
De 1740 à 1750, il publie son Histoire des Celtes et particulièrement des Gaulois et des Germains, depuis Les Tems fabuleux jusqu'à la Prise de Rome par les Gaulois en 8 volumes.

## Œuvre
- Histoire des Celtes et particulièrement des Gaulois et des Germains, depuis Les Tems fabuleux jusqu'à la Prise de Rome par les Gaulois, La Haye, Isaac Beauregard, 1740 (lire en ligne)